# Wilhelm Leyhausen
Wilhelm Leyhausen (* 23. August 1887 in Bonn; † 7. November 1953) war Theaterwissenschaftler, Begründer der deutschen Sprechchorbewegung, Dramaturg und Übersetzer.

## Lebenslauf
Er wurde in Bonn geboren und promovierte 1913 an der Universität Bonn mit einer Arbeit über das Kölner Schulwesen um 1800. Die Arbeit widmete er dem Kölner Kunstsammler, Literaten und Goethe-Nachfahren Robert Heuser. Im Jahr seiner Promotion wurde er 1913 Sprachmeister an der Musikhochschule in Köln und 1914 Dozent für Ästhetik und Psychologie ebendort. Er gehörte zum Schülerkreis des Psychologen Oswald Külpe. 1923 erhielt Leyhausen einen Lehrauftrag für Rhetorik und Poetik an der Universität Berlin. Dort wurde er 1936 Lektor für Sprechkunde; diese Stelle wurde 1938 in den Rang einer außerordentlichen Professur erhoben. 1949 zog er nach Mainz. Er war verheiratet mit Anne Marie Leyhausen.

## Intendant und Leiter von Sprechchorkursen
In Köln gründete er 1920 den ersten studentischen Sprechchor. Die chorischen Veranstaltungen fanden auch in Großstädten statt; zusätzlich zum Sprechchor wurden Dramen im konventionelleren Rahmen inszeniert, Kölner Oper: „Im Juni 1920 veranstaltete Wilhelm Leyhausen vom Konservatorium 'Attische Festspiele' und führte Die Perser von Aeschylos mit Laiendarstellern auf, die er per Anzeige geworben hatte. Es meldeten sich so viele, daß er seinen Chor mit nicht weniger als 300 Personen bestücken konnte.“
Der Dramatische Chor der Universität Berlin zusammen mit dem Sportforum inszenierte Die Perser in Leyhausens eigener Übersetzung. Die Musik schrieb Max Günther.
Seit den späten 1920er Jahren, als er in Berlin wirkte, veranstaltete er regelmäßig Sprechchorkurse, so etwa eine Goethe-Feier des Sprech-Chors an der Universität Berlin im Jahr 1925 oder der vom 3. bis 12. Oktober 1929 veranstaltete Kattowitzer Kurs im Auftrag des Deutschen Kulturbunds. Wenige Wochen vor dem Kattowitzer Kurs war er in Schlesien im selben Sinne unterwegs.

## Zusammenarbeit mit Goebbels
Leyhausen arbeitete zusammen mit Joseph Goebbels im Vorfeld der 1936 Sommerolympiade in Berlin, um die Olympischen Spiele mit einem internationalen Dramenwettbewerb auszubauen. Darüber hielt er 1933 einen Vortrag an der Universität Athen.
Er war der Vertreter Deutschlands auf den Delphischen Spielen, wie die Festvorstellungen des Angelos Sikelianos in Athen genannt wurden. Diese Veranstaltungen hatten eine harmonische Erneuerung der Gesellschaft durch Dichtung und Theaterspiel zum Ziel. Im Auftrag von Joseph Goebbels hielt er eine Ansprache über das Wiederaufleben von Schillers „Kampf der Wagen und Gesänge“ im Sinne eines „Wettkampfes des Geistes“ auf dem Spielplatz von Rhetorik und Drama. Leyhausen selbst äußerte sich selten zur Politik, aber in einer Inszenierung anlässlich des Geburtstages von Adolf Hitler stellten sich deklamierende Sprecher mit erhobenem Arm zum Hitlergruß in Reihen auf.
Leyhausen initiierte die Neugründung und Fortsetzung der Delphischen Spiele nach dem Zweiten Weltkrieg. Hier firmierte er als Präsident des Delphi Instituts (auch Delphisches Institut), das zum Beispiel internationale Theaterfestspiele in Verona im Jahr 1952 veranstaltete. Zu der Zeit hatte er einen Lehrauftrag an der Gutenberg-Universität Mainz. Später kam er an die Humboldt-Universität in Berlin.

## Theaterwissenschaftliche Sammlung
Seine fachliche Sammlertätigkeit von etwa 1920 bis 1950 fand ihren Höhepunkt in einer stattlichen Übergabe an das Archive of Performances of Greek and Roman Drama an der Oxford-Universität. Der Schwerpunkt der Sammlung ist Inszenierung und Instrumentalisierung antiker Dramen in den verschiedenen Epochen.

## Übersetzungstätigkeit aus dem Griechischen und Englischen
Ein Züricher Studententheater, die Akademische Theatergruppe Zurich, hat seine Übersetzung von Kain, dem Byron-Drama, im Sommersemester 1951 aufgeführt.

## Werke (in Auswahl)
- Wir sprechen im Chor.[15]
- Probleme der Poetik, Greifswald: Bamberg, 1936
- Inferno: ausgewählte Gesänge von Dante Alighieri. [ca. 1930]
- Himmel und Erde, ein Mysterium von George Gordon Byron [ca. 1930]
- Der gefesselte Prometheus des Aischylos, Berlin: S. Fischer, [1926]
- Die Perser des Aischylos, Berlin: S. Fischer, 1926 und Berlin: Fundament Verlag, 1948